# 迪加岛
5°43′43″N 115°39′23″E / 5.72861°N 115.65639°E
迪加岛（意即三岛）位于马来西亚沙巴州。迪加岛坐落于沙巴西海岸金马利湾，是一个无人居住的少数群岛。
1897年12月21日，位于婆罗洲邻近的棉兰老岛地震导致火山爆发，迪加岛就在此刻形成。迪加岛面积有607公顷，两座活跃泥火山坐落在岛的最高处。迪加岛曾因幸存者综艺节目拍摄取景而举世闻名：婆罗洲，美国第一季节目。亦是瑞典和英国第一季节目的主题。
迪加岛国家公园以三座岛而成立，迪加岛是其中之一。公园总部设在迪加岛上，包括办公楼，员工及外来科学家的住宿。

## 图片集

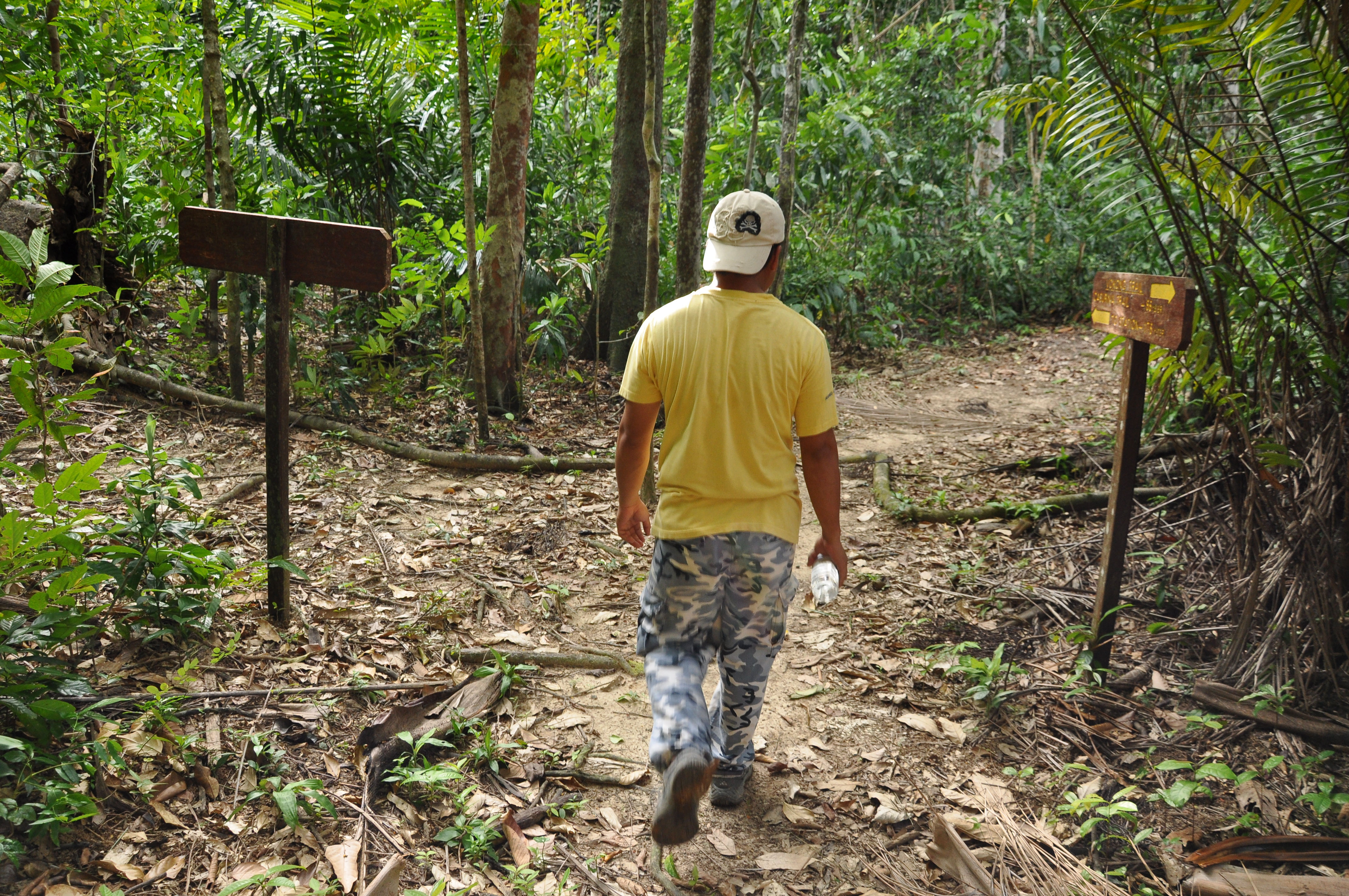
迪加岛步行道
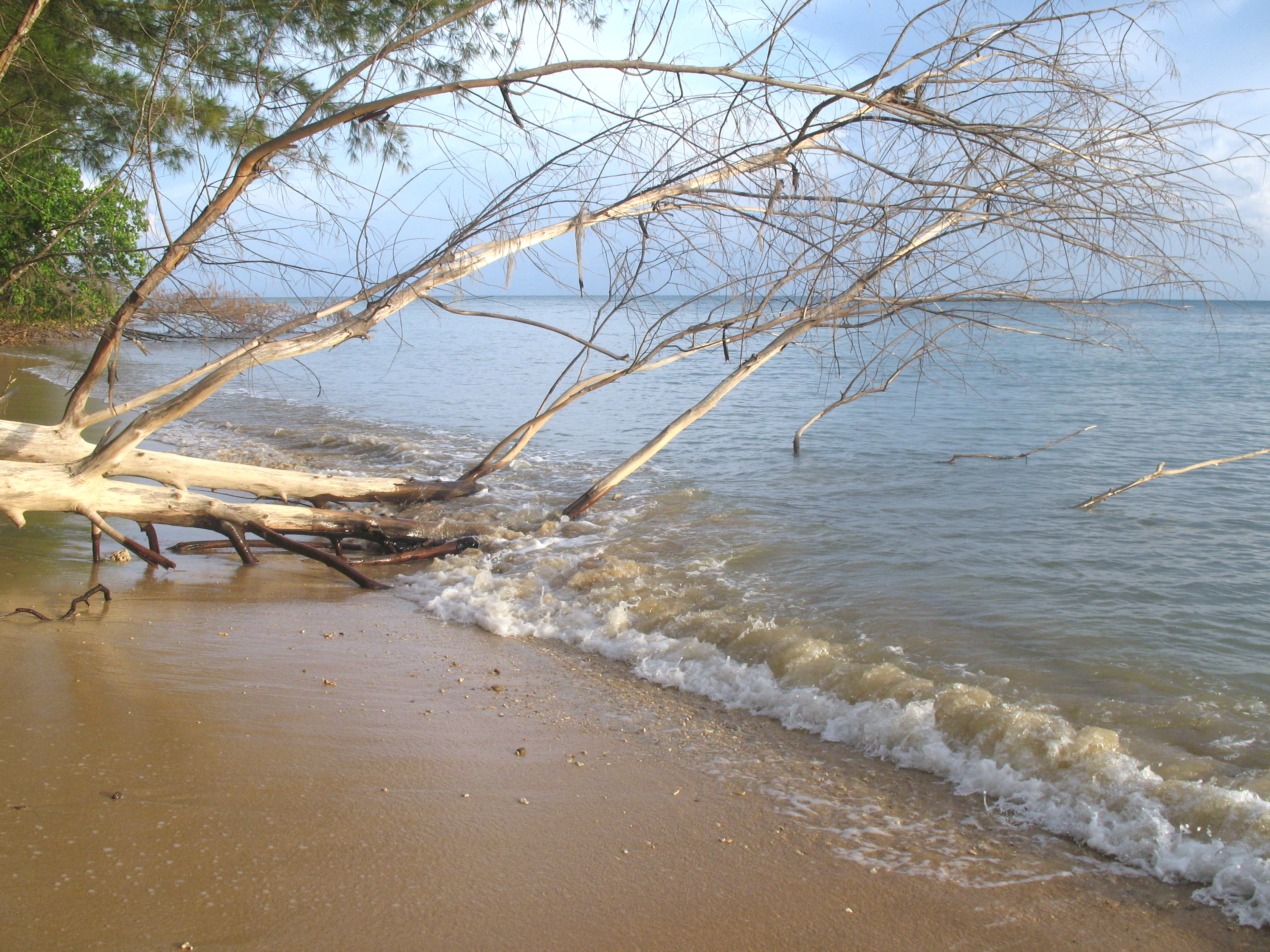
迪加沙滩的倒塌树